# NGC 3280
NGC 3280 (NGC 3295) é uma galáxia elíptica localizada na direção da constelação de Hydra. Possui uma declinação de -12º 38' 14" e uma ascensão reta de 10 horas, 32 minutos e 45,5 segundos.
A galáxia NGC 3280 foi descoberta 1880 por Andrew Common.